# Украинка (Софиевский район)
Украинка (укр. Українка) — село,
Жовтневый сельский совет,
Софиевский район,
Днепропетровская область,
Украина.
Код КОАТУУ — 1225283310. Население по переписи 2001 года составляло 177 человек .

## Географическое положение
Село Украинка находится в 1-м км от правого берега реки Базавлучек,
выше по течению на расстоянии в 3,5 км расположено село Садовое,
на противоположном берегу — село Петропавловка.
По селу протекает пересыхающий ручей с запрудой.